# Bovel
Bovel est une commune française située dans le département d'Ille-et-Vilaine, en région Bretagne. Elle est membre de Maure de Bretagne communauté.

## Géographie

### Communes limitrophes

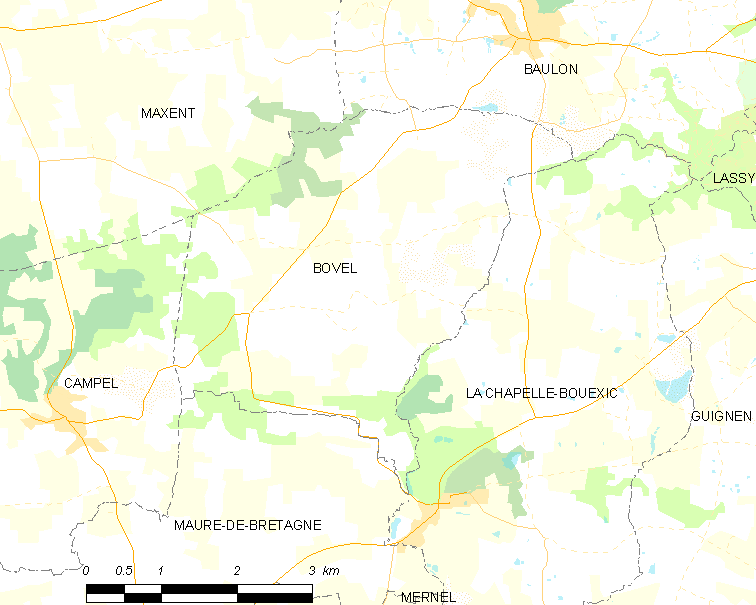
Carte de la commune de Bovel et des communes avoisinantes.

Bovel se trouve dans la partie ouest du département d'Ille-et-Vilaine. Les communes limitrophes sont  Baulon, La Chapelle-Bouëxic, Maxent et Val d'Anast.

### Relief et hydrographie

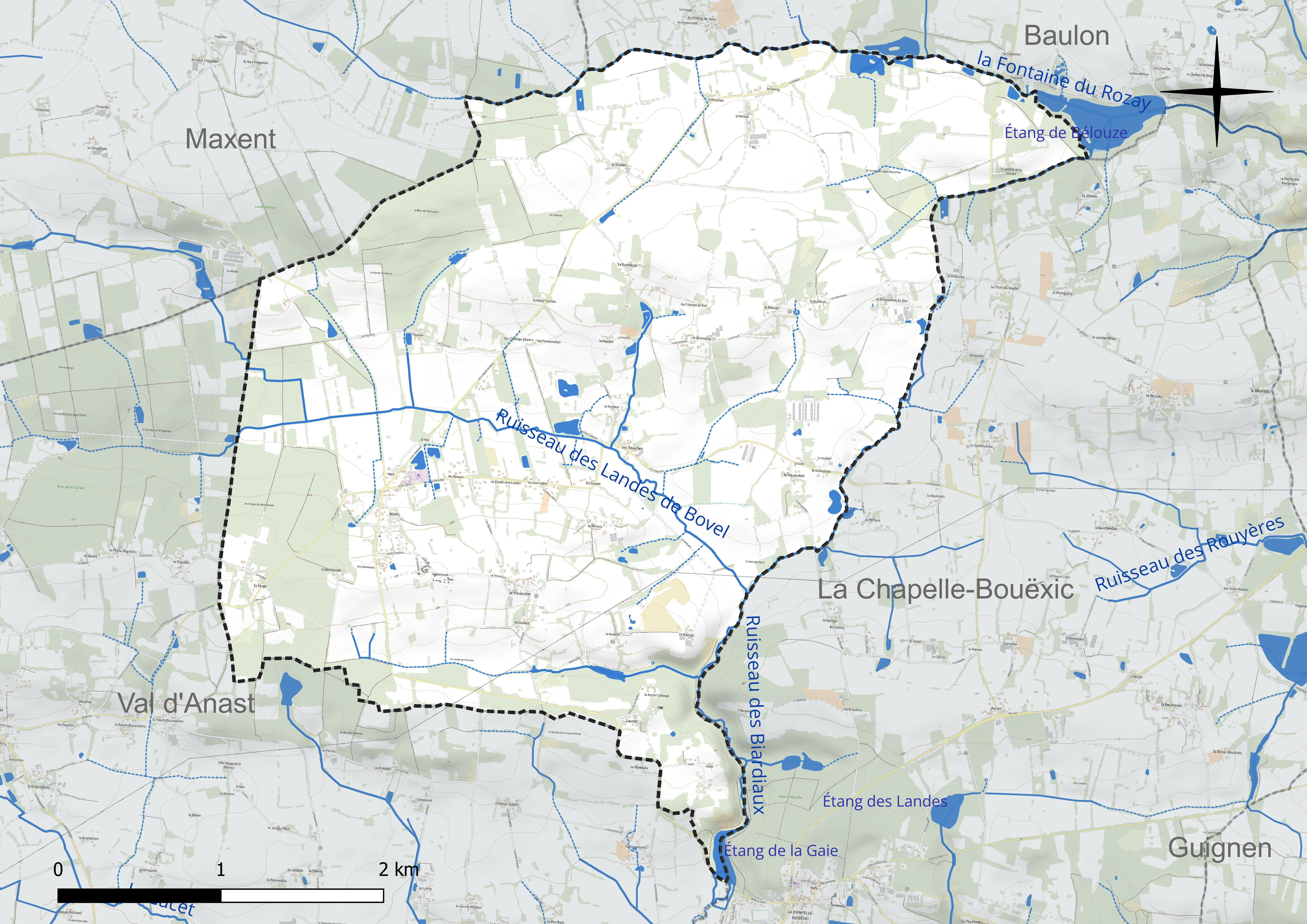
Carte du réseau hydrographique de la commune de Bovel.

Le territoire communal présente un dénivelé notable : les points les plus élevés sont au nord-ouest (127 mètres dans le Bois de Cent Jours à la limite avec Maxent) et à l'ouest (112 mètres entre les Garreaux et le Bois Denatz) et les points les plus bas au nord-est (étang de Bélouze) et au sud-est (étang de la Gaie) de la commune (45 mètres d'altitude).
Le finage de Bovel est limité au nord par le Ruisseau de Bélouze (qui alimente aussi l'étang de Belouze), un affluent de rive droite du Canut et le sépare de Baulon ; le Ruisseau des Landes de Bovel traverse la partie centrale du territoire communal; coulant d'ouest en est et passant un peu au nord du bourg et conflue avec le Ruisseau des Biardiaux ; dénommé en aval de cette confluence Ruisseau du Hadé (sa vallée est à cet endroit encaissée d'une quarantaine de mètres par rapport au plateau avoisinant), il sert de limite côté est avec La Chapelle-Bouëxic et alimente l'étang de la Gaie ; c'est un affluent du Combs, lui-même affluent de l'Aff. Tous font partie du bassin hydrographique de la Vilaine.
Louis Grillet écrit en 1965 que la vallée du Hadé, 500 mètres avant La Chapelle-Bouëxic, quand on arrive par la route de Campel, est l'une des promenades favorites des Rennais, quand arrivent les beaux jours. « C'est l'un des coins les plus reposants de cette région, avec ses rochers escarpés, ses pentes boisées, son bel étang et ses hautes futaies ».

### Géologie
Le front de taille de la carrière de la Harlais montre des volcanites et du grès armoricain. Des poudingues de Gourin et des dalles de schistes pourprés affleurent au niveau de l'étang de la Gaie.

### Hydrographie
Pour un article plus général, voir Réseau hydrographique d'Ille-et-Vilaine.
La commune est située dans le bassin Loire-Bretagne. Elle est drainée par la Fontaine du Rozay, le ruisseau des Biardiaux, le ruisseau d'à-bas et le ruisseau des Landes de bovel,,.

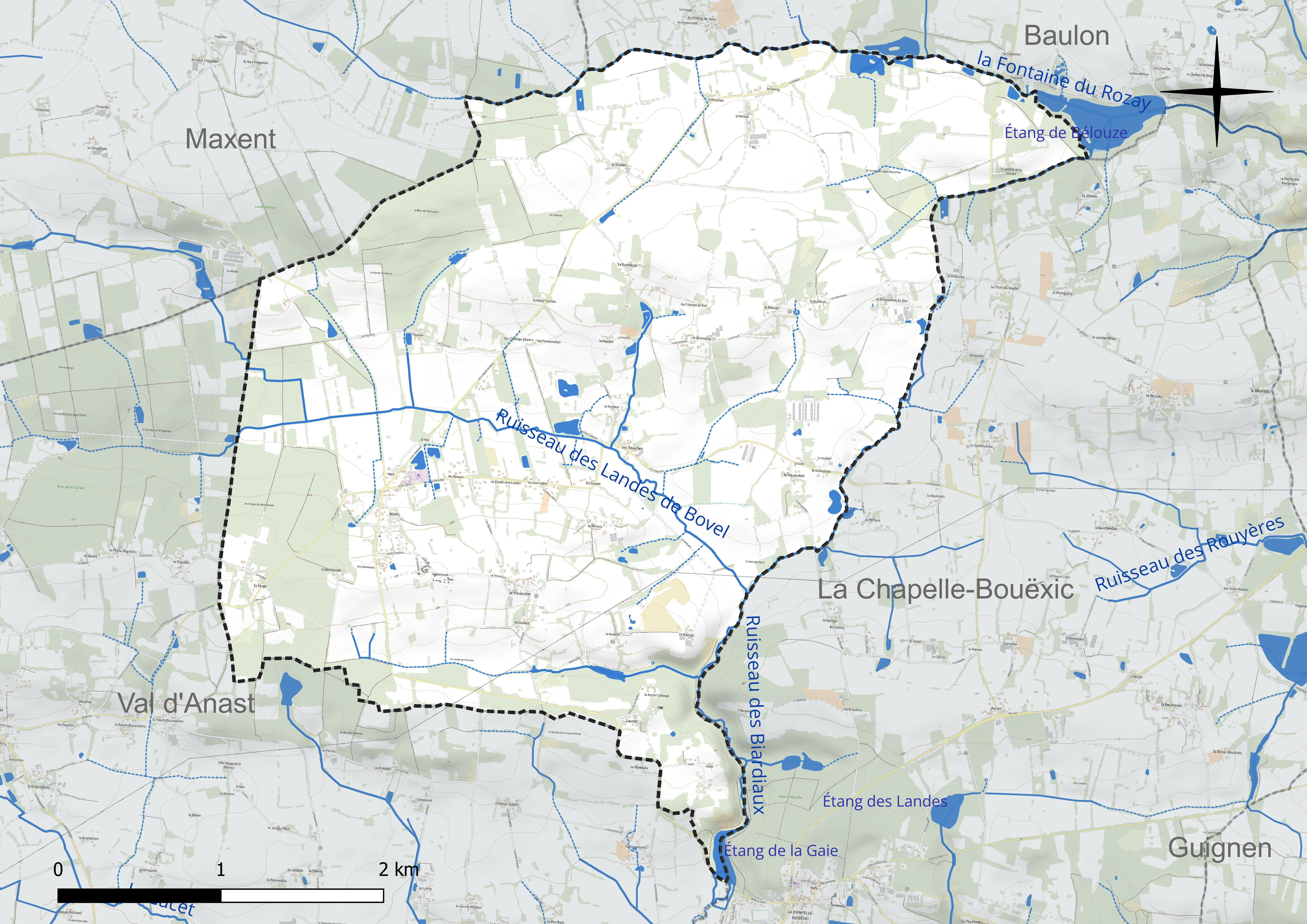
Réseau hydrographique de Bovel.

Deux plans d'eau complètent le réseau hydrographique : l'étang de Bélouze, d'une superficie totale de 14,3 ha (0,04 ha sur la commune) et l'étang de la Gaie, d'une superficie totale de 3 ha (1,66 ha sur la commune),.

### Climat
Pour des articles plus généraux, voir Climat de la Bretagne et Climat d'Ille-et-Vilaine.
En 2010, le climat de la commune est de type climat océanique altéré, selon une étude du CNRS s'appuyant sur une série de données couvrant la période 1971-2000. En 2020, Météo-France publie une typologie des climats de la France métropolitaine dans laquelle la commune est exposée à un climat océanique et est dans la région climatique  Bretagne orientale et méridionale, Pays nantais, Vendée, caractérisée par une faible pluviométrie en été et une bonne insolation. Parallèlement l'observatoire de l'environnement en Bretagne publie en 2020 un zonage climatique de la région Bretagne, s'appuyant sur des données de Météo-France de 2009. La commune est, selon ce zonage, dans la zone « Intérieur Est », avec des hivers frais, des étés chauds et des pluies modérées.
Pour la période 1971-2000, la température annuelle moyenne est de 11,4 °C, avec une amplitude thermique annuelle de 12,9 °C. Le cumul annuel moyen de précipitations est de 790 mm, avec 12,9 jours de précipitations en janvier et 6,4 jours en juillet. Pour la période 1991-2020, la température moyenne annuelle observée sur la station météorologique la plus proche, située sur la commune de Guer à 12 km à vol d'oiseau, est de 12,3 °C et le cumul annuel moyen de précipitations est de 872,7 mm,. Pour l'avenir, les paramètres climatiques de la commune estimés pour 2050 selon différents scénarios d'émission de gaz à effet de serre sont consultables sur un site dédié publié par Météo-France en novembre 2022.

### Paysages et habitat
Le paysage agraire traditionnel est le bocage avec un habitat dispersé en écarts formés de hameaux et fermes isolées ; certains hameaux (Trouessay, le Bosseray) sont plus importants que le bourg, qui s'est implanté en contre-bas du centre religieux, resté de très modeste importance avec, de plus, un habitat peu dense.
La commune possède de nombreux espaces boisés, principalement dans la partie occidentale de la commune (le Bois Denatz et le Bois de Cent Jours sont les principaux) et des landes (la Lande des Noës Blanches s'étend dans la partie nord-est de la commune).

## Urbanisme

### Typologie
Au 1er janvier 2024, Bovel est catégorisée commune rurale à habitat dispersé, selon la nouvelle grille communale de densité à sept niveaux définie par l'Insee en 2022.
Elle est située hors unité urbaine. Par ailleurs la commune fait partie de l'aire d'attraction de Rennes, dont elle est une commune de la couronne,. Cette aire, qui regroupe 183 communes, est catégorisée dans les aires de 700 000 habitants ou plus (hors Paris),.

### Occupation des sols
L'occupation des sols de la commune, telle qu'elle ressort de la base de données européenne d'occupation biophysique des sols Corine Land Cover (CLC), est marquée par l'importance des territoires agricoles (85,1 % en 2018), une proportion identique à celle de 1990 (85,1 %). La répartition détaillée en 2018 est la suivante : 
zones agricoles hétérogènes (55,5 %), terres arables (26,6 %), forêts (14,9 %), prairies (3 %). L'évolution de l'occupation des sols de la commune et de ses infrastructures peut être observée sur les différentes représentations cartographiques du territoire : la carte de Cassini (XVIIIe siècle), la carte d'état-major (1820-1866) et les cartes ou photos aériennes de l'IGN pour la période actuelle (1950 à aujourd'hui).

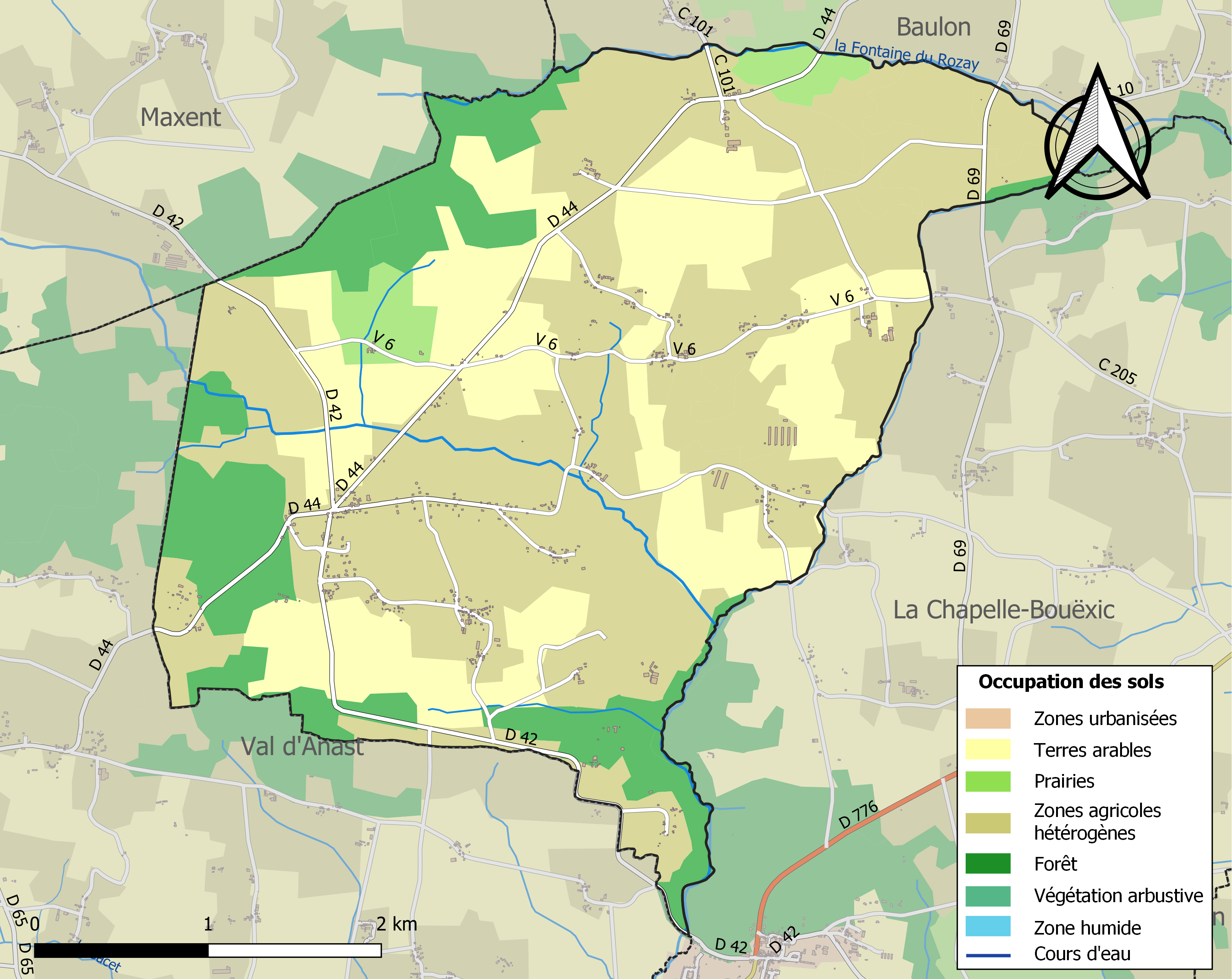
Carte des infrastructures et de l'occupation des sols de la commune en 2018 (CLC).

## Toponymie
Le nom de la commune est attesté sous la forme Bouel en 1453.
Bovel vient du gaulois bove (« grotte ») ou de l'ancien français bovel (« jeune bœuf »).

## Histoire

### Antiquité
Les données archéologiques indiquent que le territoire de la commune était peuplé dès l'époque gallo-romaine.

### Moyen-Âge
Bovel est l'une des chapelles qui fait partie de l'ancienne paroisse d'Anast (Maure) en 843. Au dire d'une curieuse tradition, les bœufs, qui traînaient la charrette sur laquelle on avait placé une statue de la Vierge pour la porter dans l'église paroissiale de Maure, refusèrent d'avancer, et l'on décida de lui élever un sanctuaire au lieu même où elle avait été découverte : telle est l'origine de la chapelle primitive. Il s'agit d'une ancienne chapelle frairienne de Maure-de-Bretagne.

### Temps modernes
La tour de l'ancienne chapelle de Bovel a été construite en 1720 par Pierre de la Noë de Coëtpour, seigneur du Bois-Denast. On voyait dans cette chapelle les armoiries des comtes de Maure et des seigneurs du Bois-Denast. Il se tenait alors â Bovel « une foire considérable, le lendemain de la Notre-Dame de septembre [le 9 septembre], et l'on voyait accourir de très loin, non seulement des marchands de toute sorte, mais encore des troupes entières de pieux pèlerins ».
La chapelle de Bovel est attestée au XVIIe siècle comme un lieu de pèlerinage et l'est resté les siècles suivants. Amédée Guillotin de Corson écrit au XIXe siècle qu' « à la fête de la Nativité le concours des pèlerins est toujours nombreux à Bovel et l'on voit tous ces bons villageois aller respectueusement à la fontaine de la Vierge, y prier et y boire de l'eau, jeter ensuite une petite pièce de monnaie dans la source, puis se rendre à l'église et y terminer leur pèlerinage aux pieds de la statue vénérée. Le lendemain de la fête, on vide la fontaine pour en retirer les offrandes ».

### LeXIXesiècle
L'église actuelle de Bovel a été consacrée le 1er mai 1869. Amédée Guillotin de Corson écrit qu'« on y a transféré avec raison un joli portail de la Renaissance appartenant à l'ancienne chapelle : il se compose de cinq voussures en plein cintre retombant sur des colonnettes à chapiteaux ornées de feuillages. Un trumeau y forme deux portes jumelles et une niche occupe le tympan. Dans ce modeste sanctuaire, reconstruit simplement mais avec goût, on honore une stature miraculeuse de Notre-Dame.
La commune indépendante de Bovel a été créée en 1872, par démembrement de la commune de Maure-de-Bretagne (la paroisse de Bovel avait été créée en 1831). La mairie a été construite peu après au centre de l'embryon de bourg.

### LeXXesiècle

#### La Belle Époque

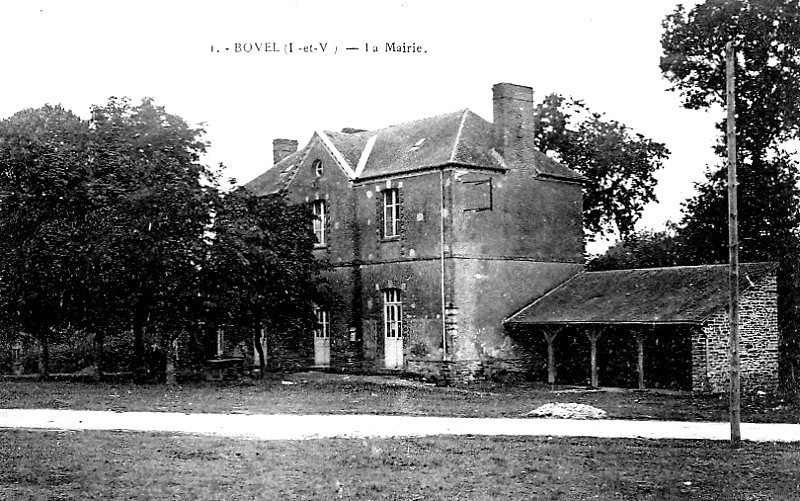
La mairie de Bovel au début du XXe siècle.

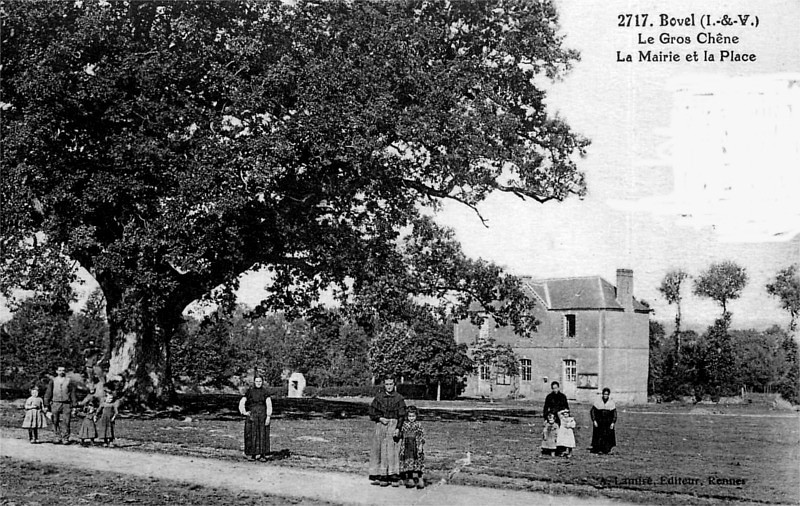
Bovel ː gros chêne, mairie et place du bourg au début du XXe siècle (carte postale).

En mai 1907 le curé de Bovel refusa de faire sonner les cloches pour le baptême du fils du maire ; ce dernier les fit sonner lui-même. En représailles, le curé , avec l'accord de l'archevêque de Rennes, feria l'église et en remit les clefs à la municipalité.
Le journal républicain et libre-penseur La Dépêche bretonne du 7 juin 1907 a publié un article polémique à l'encontre du recteur et des catholiques de Bovel.

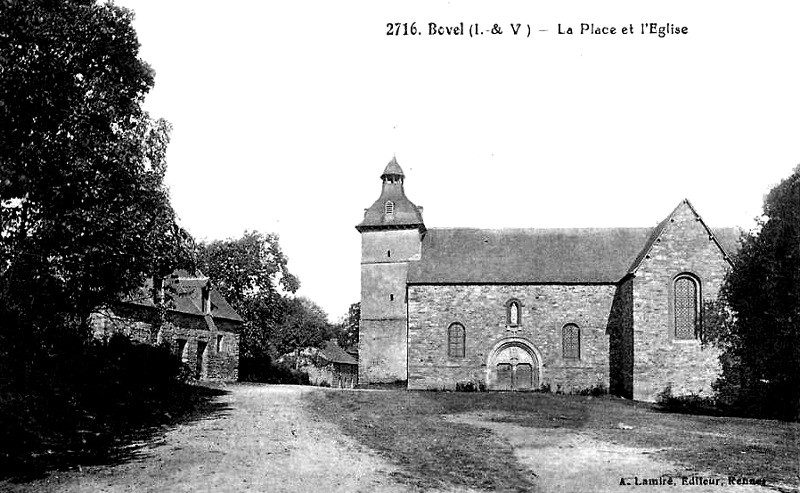
L'église de Bovel au début du XXe siècle (carte postale).
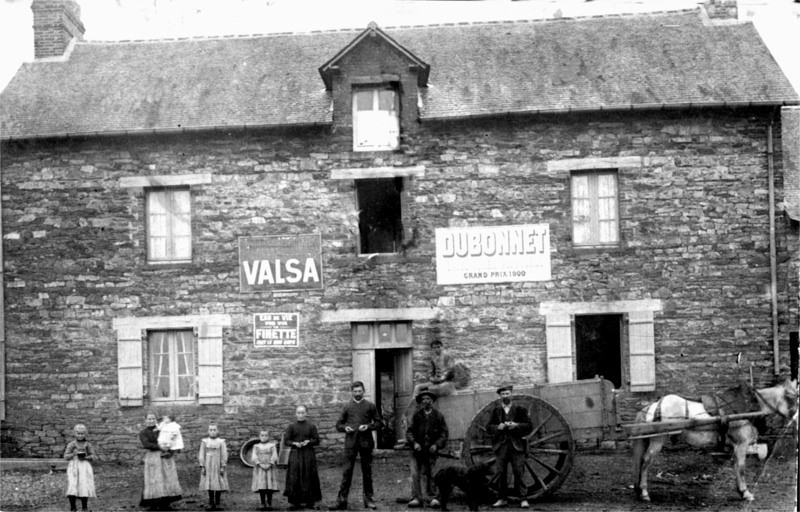
Le commerce du bourg au début du XXe siècle (carte postale).
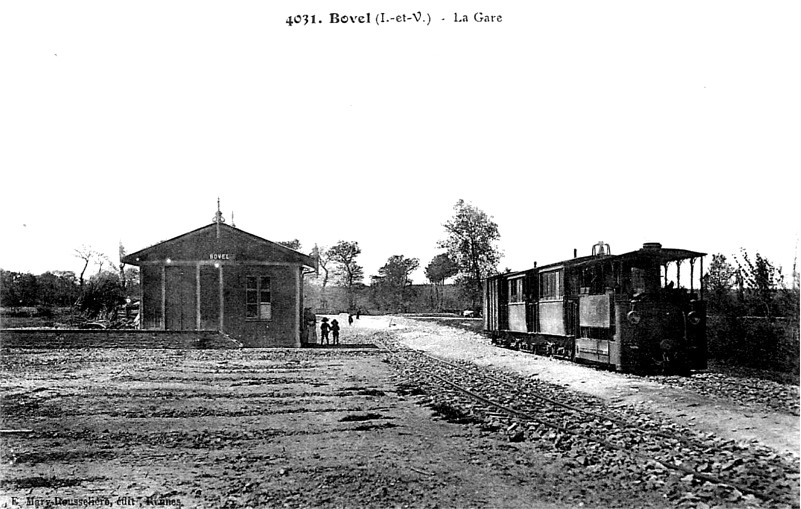
La gare du tramway à Bovel vers 1914 (carte postale).
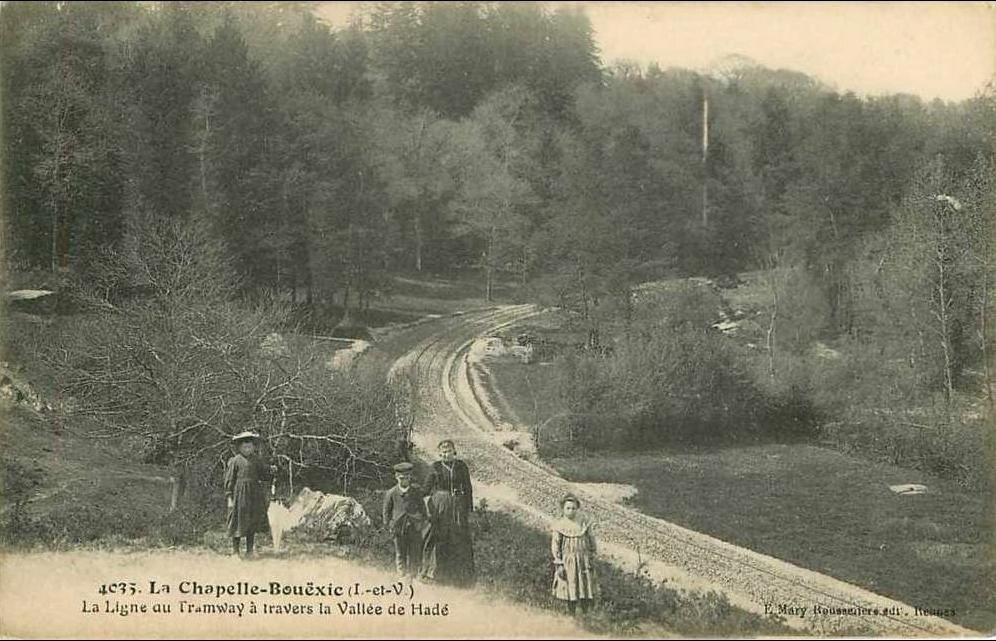
La ligne de tramway dans la vallée du Hadé (carte postale).

La ligne des Tramways d'Ille-et-Vilaine  allant de Bréal-sous-Montfort (correspondance avec la ligne de Rennes à Plélan-le-Grand) à Redon via Maure et Pipriac ouvrit en 1912 et ferma dès 1937. Cette ligne de tramway passait par Bovel et La Chapelle-Bouëxic.

#### La Première Guerre mondiale
Le monument aux morts de Bovel porte les noms de 40 soldats morts pour la France pendant la Première Guerre mondiale ; parmi eux Pierre Urvoy fut le premier mort pour le France de la commune (tué à l'ennemi le 9 septembre 1914 à Fosses-la-Ville (Belgique ) et Gustave Briot de la Crochais le dernier (mort des suites de maladie contractée  en service le 23 mars 1919 à Bovel, plus de 4 mois après l'armistice) ; la plupart des autres soldats sont morts sur le sol français à l'exception de Louis Courrais, mort lui aussi de maladie contractée en service le 1er décembre 1918 à Sofia (Bulgarie) et d'Ange Piel, mort le 25 janvier 1919 à Bastogne (Belgique), tous les deux également après l'armistice.

#### L'Entre-deux-guerres
Le monument aux morts de Bovel, édifié par les "Marbreries générales de Paris", a été inauguré en 1924 : il représente la statue en fonte d' un poilu portant un drapeau, placée sur un piédestal en ciment orné d'une couronne de lauriers avec palme, d'une croix de geurre et d'une croix latine ; il porte les inscriptions "À LA MÉMOIRE GLORIEUSE DES ENFANTS DE BOVEL MORTS POUR LA FRANCE 1914 - 1918" et "ILS ONT BIEN MÉRITÉ DE LA PATRIE" ; il est entouré d'une haie végétale.

#### La Seconde Guerre mondiale
Eugène Denier, soldat du 1er régiment de chasseurs d'Afrique, est le seul mort pour la France de Bovel pendant la Seconde Guerre mondiale ( il est mort des suites de ses blessures le 6 février 1945 à Obernai (Bas-Rhin).

#### L'après Seconde Guerre mondiale

##### L'école de Bovel

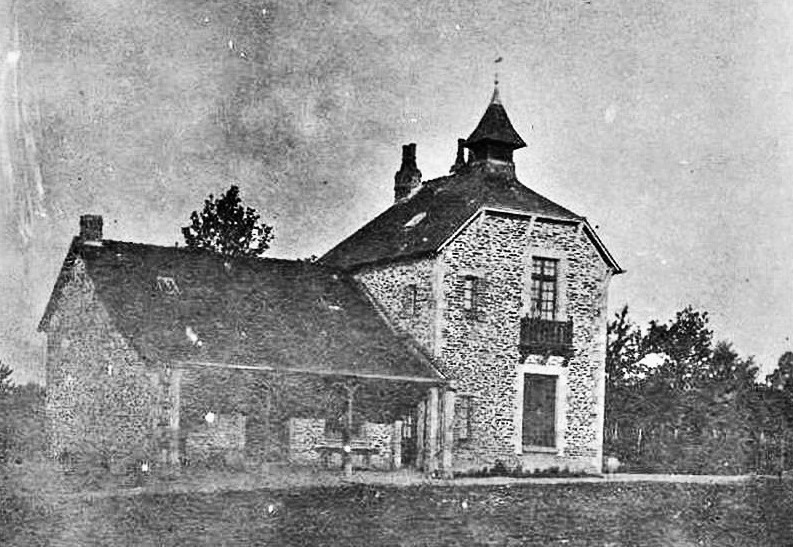
Bovel : l'école des garçons au début du XXe siècle.

Le bâtiment initial aurait été construit par l'architecte rennais Jean-Marie Laloy, à une date non précisée, mais dans le dernier quart du XIXe siècle.
En 1992 l'école de Bovel avait 16 élèves regroupés dans une classe unique. Pour éviter la fermeture de l'école un regroupement pédagogique avec La Chapelle-Bouëxic et Mernel est mis en place en 1993. L'école primaire publique Jean de la Varende, qui a accueilli jusqu'à 106 élèves au début du XXIe siècle, accueille 67 élèves en 2024, répartis en trois classes (maternelle, CP/CE, CM).

## Politique et administration
| Période                                  | Période                  | Identité        | Étiquette | Qualité                                                                   |
| ---------------------------------------- | ------------------------ | --------------- | --------- | ------------------------------------------------------------------------- |
| 1872                                     | 1884                     | Eugène Bouessel |           | Propriétaire. Premier maire de Bovel.                                     |
| 1884                                     | 1899                     | Jean Bossard.   |           | Propriétaire. Cultivateur.                                                |
| 1899                                     | 1903                     | Jean Théaudin   |           | Propriétaire. Cultivateur.                                                |
| 1903                                     | 1923                     | Alexandre Jagu  |           | Propriétaire. Cultivateur.                                                |
|                                          |                          |                 |           |                                                                           |
| avant 1938                               | après 1938               | Fresnel         |           |                                                                           |
|                                          |                          |                 |           |                                                                           |
| avant 1950                               | après 1950               | Roussel         |           | Victime d'un grave accident de la route en 1950.                          |
| ?                                        | juillet 1993 (démission) | Elie Gicquel    |           |                                                                           |
| septembre 1993                           | En cours                 | José Mercier    | DVG       | Professeur de philosophie en IUFM retraité. Élu en 2020 pour un 6e mandat |
| Les données manquantes sont à compléter. |                          |                 |           |                                                                           |

## Démographie
L'évolution du nombre d'habitants est connue à travers les recensements de la population effectués dans la commune depuis 1872. Pour les communes de moins de 10 000 habitants, une enquête de recensement portant sur toute la population est réalisée tous les cinq ans, les populations de référence des années intermédiaires étant quant à elles estimées par interpolation ou extrapolation. Pour la commune, le premier recensement exhaustif entrant dans le cadre du nouveau dispositif a été réalisé en 2008.

En 2022, la commune comptait 600 habitants, en évolution de −1,32 % par rapport à 2016 (Ille-et-Vilaine : +5,46 %, France hors Mayotte : +2,11 %).
| 1872 | 1876 | 1881 | 1886 | 1891 | 1896 | 1901 | 1906 | 1911 |
| ---- | ---- | ---- | ---- | ---- | ---- | ---- | ---- | ---- |
| 569  | 571  | 627  | 580  | 648  | 643  | 637  | 609  | 589  |

| 1921 | 1926 | 1931 | 1936 | 1946 | 1954 | 1962 | 1968 | 1975 |
| ---- | ---- | ---- | ---- | ---- | ---- | ---- | ---- | ---- |
| 516  | 513  | 489  | 496  | 446  | 425  | 390  | 388  | 306  |

| 1982 | 1990 | 1999 | 2006 | 2008 | 2013 | 2018 | 2022 | - |
| ---- | ---- | ---- | ---- | ---- | ---- | ---- | ---- | - |
| 303  | 312  | 331  | 499  | 547  | 595  | 602  | 600  | - |

## Lieux et monuments
- L'église paroissiale Notre-Dame, reconstruite par Arthur Regnault et réemployant un portail sculpté du XVe siècle[40] ; elle abrite une Vierge à l'Enfant du XIVe siècle, classée monument historique.

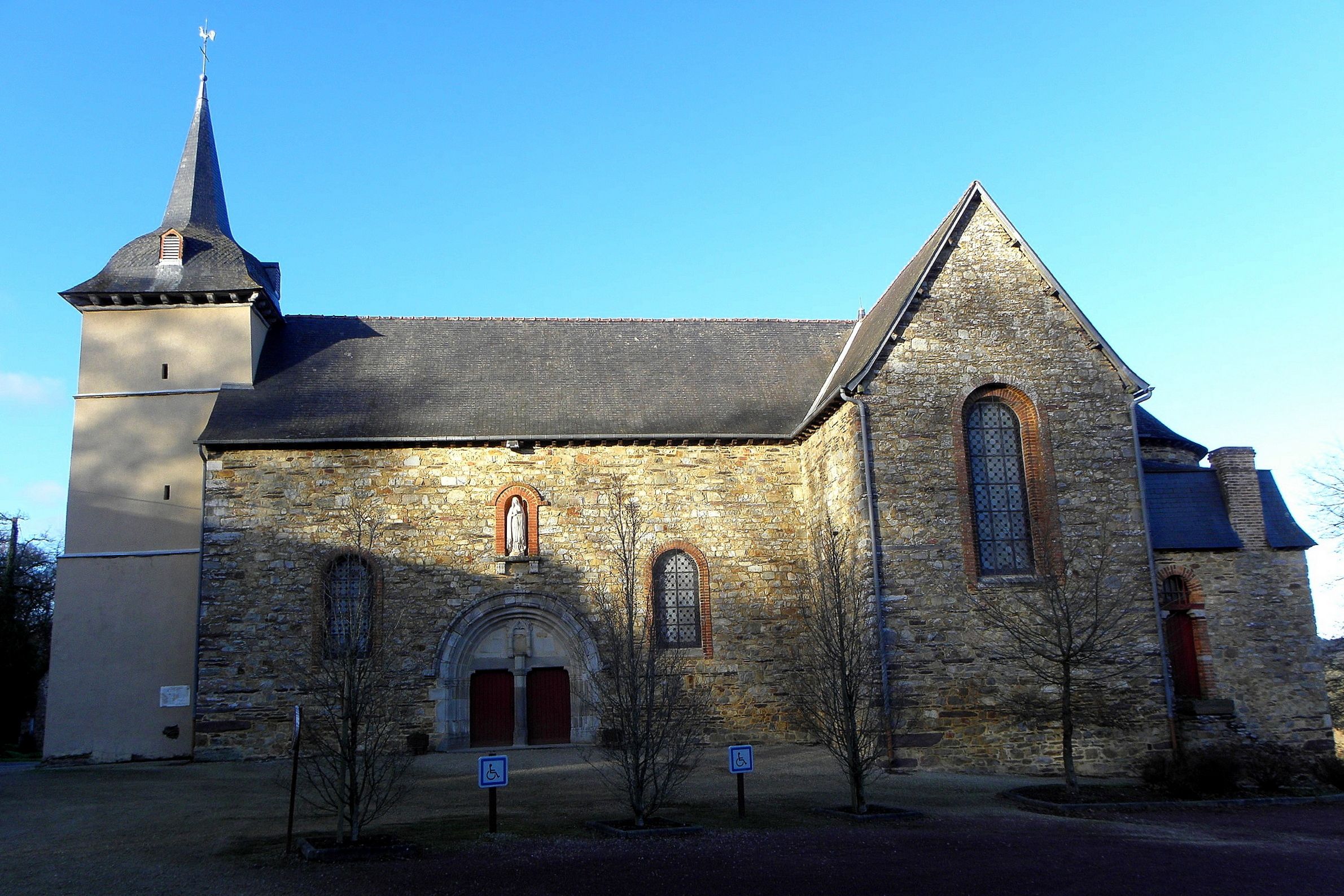
Vue méridionale de l'édifice.
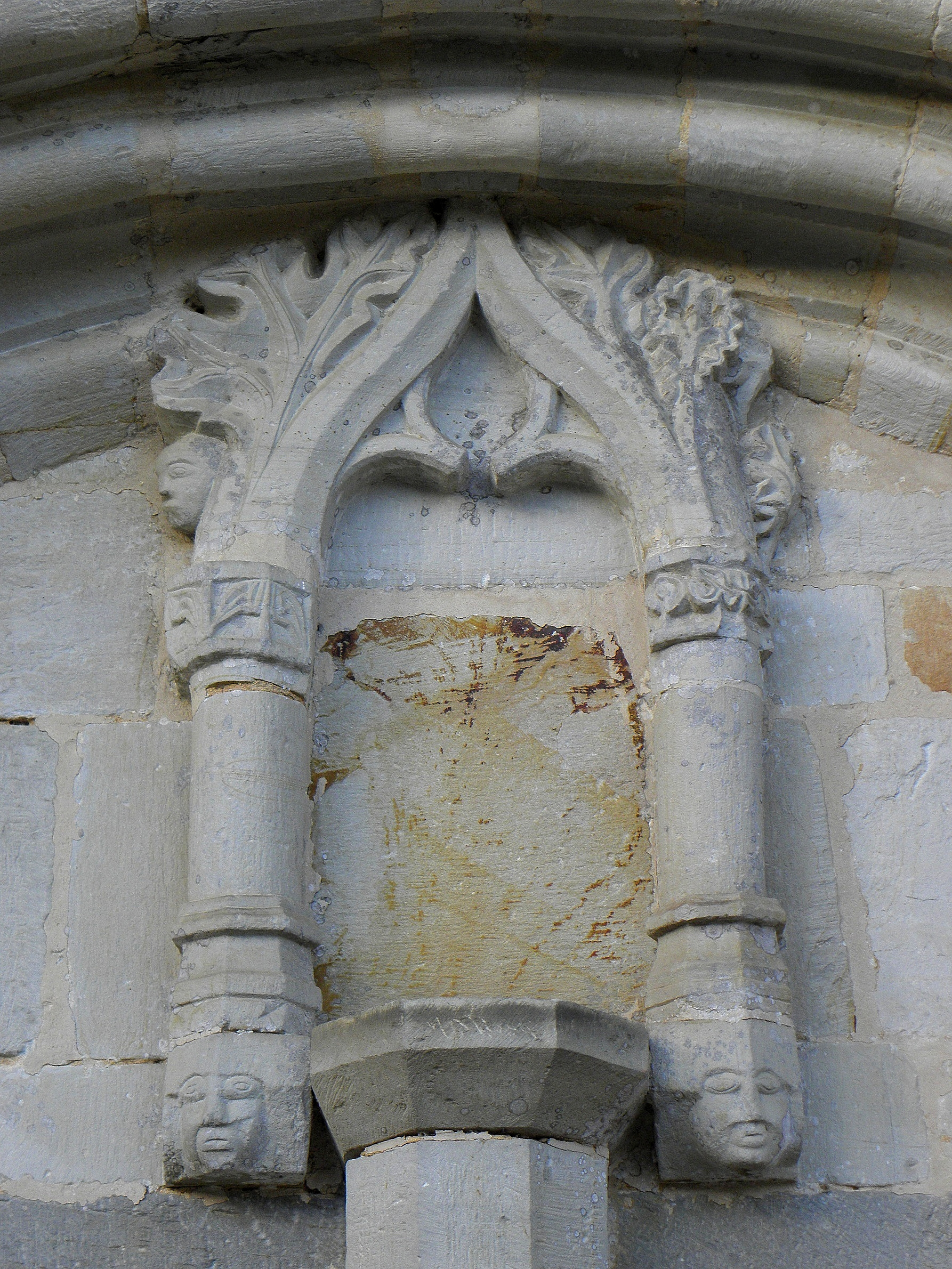
La niche qui abritait autrefois la statue de Notre-Dame de Bovel.
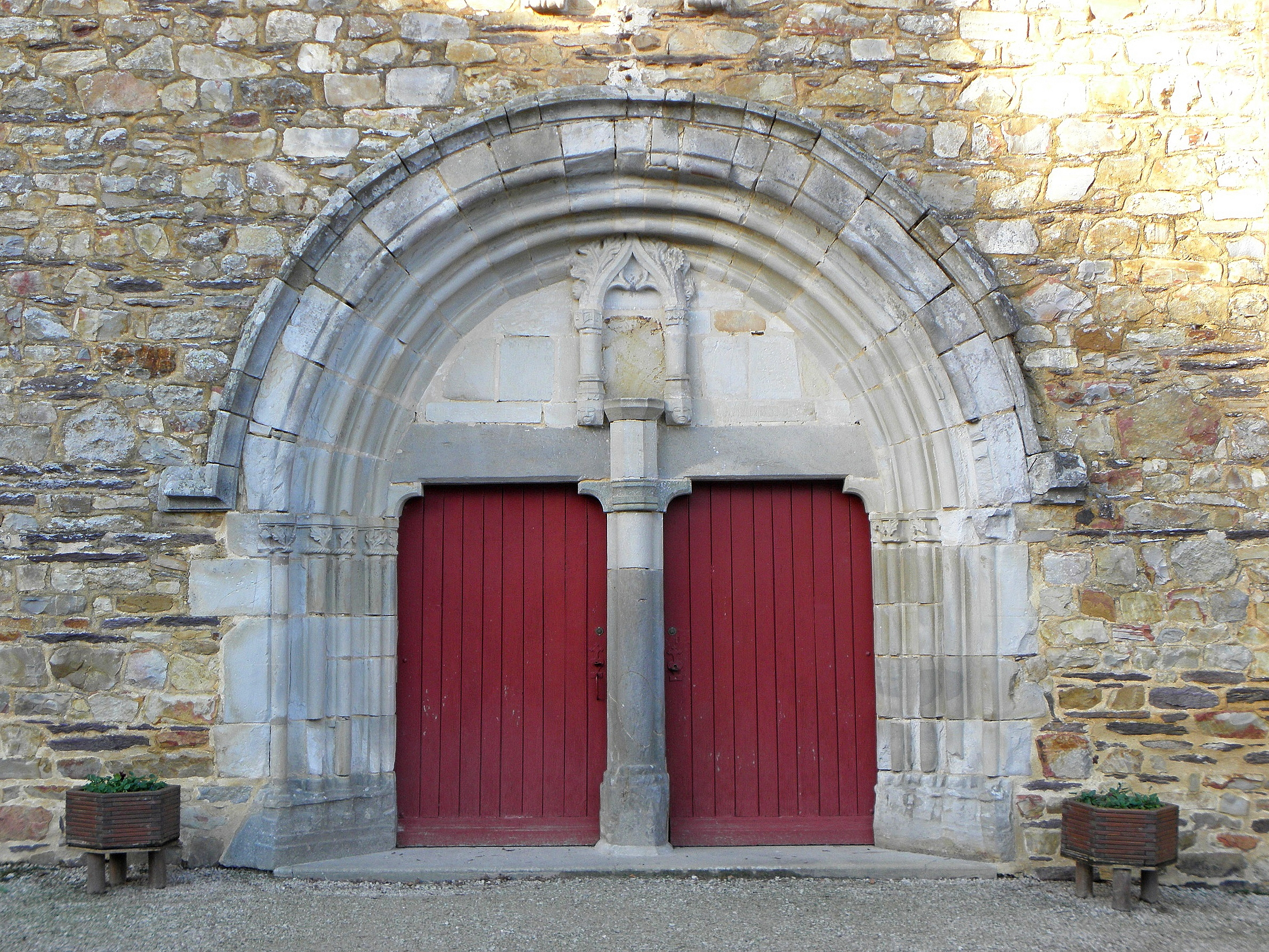
Le portail sud de l'église.

- La fontaine de la Vierge (une fontaine de dévotion) se trouve à une cinquantaine de mètres de l'église paroissiale[41].
- Plusieurs châteaux et manoirs[42] :
  - Manoir du Bois-Denast: il date de la première moitié du XIXe siècle et est de style néoclassique[43].
  - Manoir de la Roche-Cotherel, situé sur un promontoire rocheux dominant la vallée du Hadé ; il date du XVIIe et du XVIIIe siècle et a conservé son colombier et sa chapelle privative[44].
  - Manoir du Cormier[45].

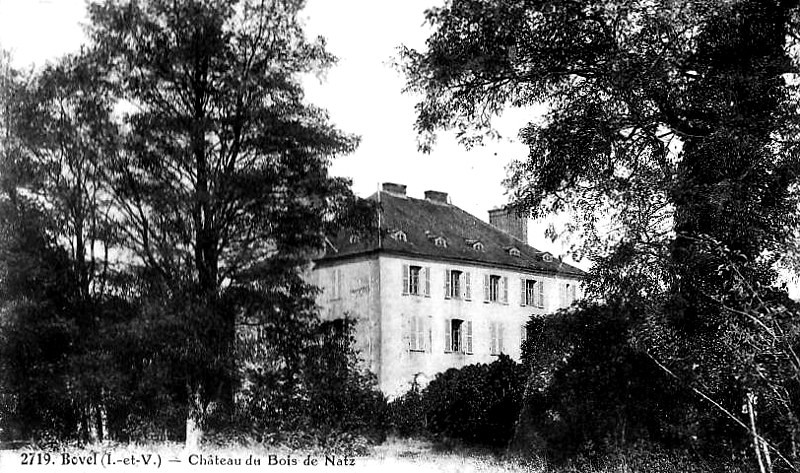
Le château du Bois-Denatz au début du XXe siècle (carte postale).
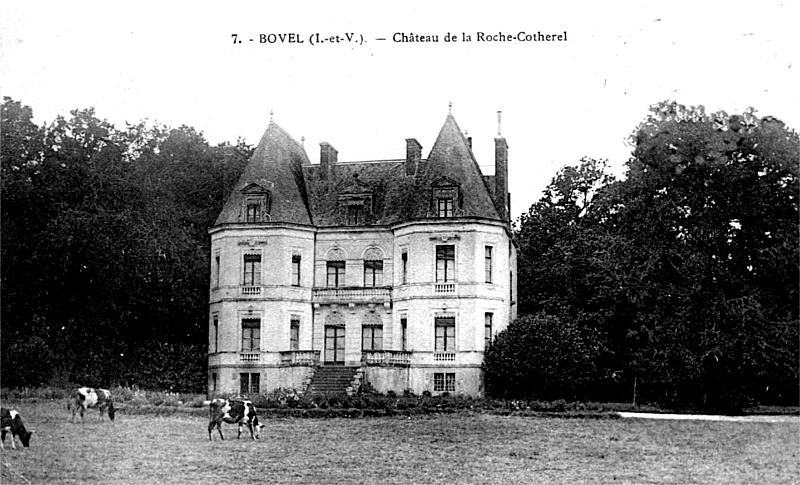
Le château de La Roche-Cotherel au début du XXe siècle (carte postale).
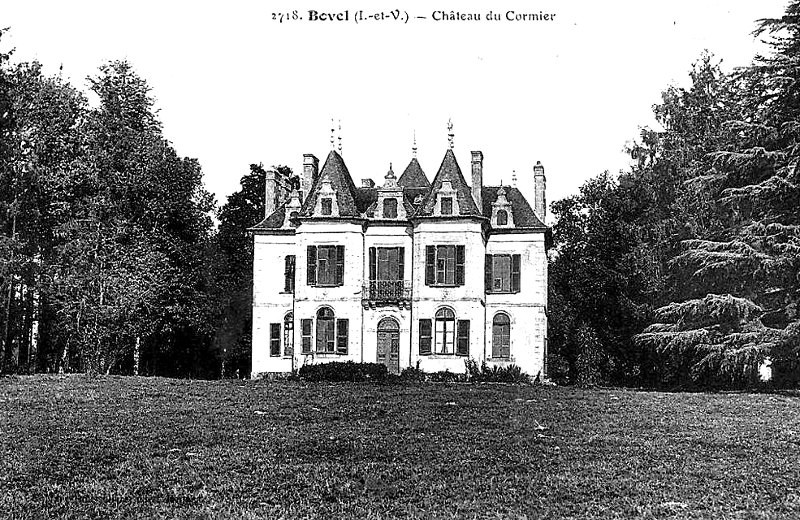
Le château du Cormier au début du XXe siècle (carte postale).

- De nombreuses maisons et fermes présentent un intérêt patrimonial[46] ; certaines présentent des façades où alternent grès et schistes pourprés, par exemple l'ancien café du bourg[47].